# Overheid van Zwitserland
De overheid in Zwitserland is georganiseerd op een wijze die uniek is in de wereld.
Zwitserland is een natie, die gevormd is uit een verzameling van onafhankelijke staten (kantons), die zowel etnisch, als door de bewoners gesproken taal en religie verschillend zijn. Zwitserland is een bondsstaat, die in 1848 gevormd is uit een los samenwerkingsverband van het Zwitsers Eedgenootschap, de statenbond.
Hoewel de verschillende delen van Zwitserland zo verschillend zijn, gaat de samenwerking toch goed. Dit heeft 2 oorzaken:
- De directe democratie. Het volk kan met een initiatief of een referendum direct invloed uitoefenen op de regering van het land.
- Het federalisme. In het systeem van Zwitserland kunnen de kantons veel invloed op de regering van de bondsstaat uitoefenen. Kantons zijn ook heel zelfstandig, bijvoorbeeld ze heffen zelf belasting en hebben een eigen wetssysteem en rechtspraak.

In Zwitserland is de gemeente met zijn inwoners het belangrijkst, daarna komt het kanton, en als laatste de centrale overheid.

## Parlement
Het Zwitserse parlement  bestaat uit twee kamers:
- De Nationale Raad. Deze kamer heeft 200 leden. Dit is een representatieve vertegenwoordiging van de hoeveelheid bewoners per kanton. Zürich heeft dus de meeste vertegenwoordigers.
- De Kantonsraad. Deze kamer heeft 46 leden. Elk kanton heeft twee vertegenwoordigers in deze raad, behalve de voormalige halfkantons (Nidwalden, Obwalden, Bazel-Stad, Basel-Landschaft, Appenzell Innerrhoden en Appenzell Ausserrhoden) met één vertegenwoordiger.

Beide kamers vergaderen apart, maar alle onderwerpen worden in beide kamers behandeld en moeten ook door beide kamers worden aangenomen.
Bijna alle leden van beide kamers hebben een normaal beroep. Er wordt dan ook niet voltijds vergaderd. De vergadering gebeuren in sessies.

## Regering
De regering van Zwitserland, de bondsraad, (Duits: Bundesrat, Frans: Conseil fédéral, Italiaans: Consiglio federale) bestaat uit zeven leden die door de Bondsvergadering (Nationale Raad en Kantonsraad samen) worden gekozen. De zeven leden, die allen gelijke rechten hebben, leiden elk een van de volgende departementen (ministeries) van de federale overheid:
- Federaal Departement van Milieu, Verkeer, Energie en Communicatie (Eidgenössisches Departement für Umwelt, Verkehr, Energie und Kommunikation (UVEK) / Département fédéral de l'environnement, des transports, de l'énergie et de la communication (DETEC) / Dipartimento federale dell'ambiente, dei trasporti, dell'energia e delle comunicazioni (DATEC))
- Federaal Departement van Financiën (Eidgenössisches Finanzdepartement (EFD)/ Département fédéral des finances (DFF) / Dipartimento federale delle finanze (DFF))
- Federaal Departement van Binnenlandse Zaken (Eidgenössisches Departement des Innern (EDI) / Département fédéral de l'intérieur / Dipartimento federale dell'interno)
- Federaal Departement van Defensie, Volksverdediging en Sport (Eidgenössisches Departement für Verteidigung, Bevölkerungsschutz und Sport (VBS) / Département fédéral de la défense, de la protection de la population et des sports (DDPS) / Dipartimento federale della difesa, della protezione della popolazione e dello sport (DDPS))
- Federaal Departement van Economische Zaken, Vorming en Onderzoek (Eidgenössische Departement für Wirtschaft, Bildung und Forschung (WBF) / Département fédéral de l’économie, de la formation et de la recherche (DEFR) / Dipartimento federale dell’economia, della formazione e della ricerca (DEFR))
- Federaal Departement van Buitenlandse Zaken (Eidgenössisches Departement für auswärtige Angelegenheiten (EDA) / Département fédéral des affaires étrangères (DFAE) / Dipartimento federale degli affari esteri (DFAE))
- Federaal Departement van Justitie en Politie (Eidgenössisches Justiz- und Polizeidepartement (EJPD) / Département fédéral de justice et police (DFJP) / Dipartimento federale di giustizia e polizia (DFGP))

De bondspresident wordt voor 1 jaar uit de leden van de regering gekozen door het parlement en is voorzitter van de regering volgens het principe van primus inter pares en voert representatieve functies voor Zwitserland uit. Hij/zij is echter niet het staatshoofd van de bondsstaat Zwitserland, dat wordt gevormd door de regering in het geheel.
De regering wordt in principe samengesteld volgens een ongeschreven regel, de zogenaamde toverformule. De vier grootste partijen zijn erin vertegenwoordigd. De grootste SVP, SP en FDP met 2 leden, en het Centrum met 1 vertegenwoordiger. Dit is een regering, die dus door alle belangrijke politieke stromingen in Zwitserland wordt vertegenwoordigd. De leden van de regering zijn gebonden aan het collegialiteitsprincipe. Dit houdt in, dat allen het meerderheidsstandpunt van de regering moeten vertegenwoordigen en dus niet meer het standpunt van de partij waar ze lid van zijn, voor zover die afwijkt, mogen overnemen. Met name bij de conservatieve partij SVP zorgde dit soms voor problemen, zeker in het geval van Christoph Blocher, die in 2007 niet herkozen werd, ten gunste van zijn partijgenote Eveline Widmer-Schlumpf. Zij is later uit de SVP gezet en heeft de Burgerlijk-Democratische Partij opgericht.
Wanneer een van de leden van de regering zich terugtrekt, wordt hij/zij meestal vervangen door een persoon uit dezelfde partij. In december 2003 echter werd Ruth Metzler-Arnold van de CVP gedwongen zich terug te trekken, doordat de evenredige vertegenwoordiging een verandering van de toverformule nodig maakte. De CVP verloor een regeringsvertegenwoordiger ten gunste van de SVP.

## Kantonsbestuur en federalisme
De kantons zijn vergaand autonoom, dat wil zeggen, dat de bond alleen dat mag regelen, wat uitdrukkelijk in de wet op bondsniveau is vastgelegd. De kantons moeten altijd in de besluitvorming van de bondsregering worden betrokken.
Elk kanton heeft zijn eigen grondwet en wetgeving, rechtsvoltrekking en rechtspraak. Elk kanton heeft zijn eigen parlement en kantonsregering. De volgende zaken worden bijvoorbeeld op kantonnaalniveau geregeld: kantonsorganisatie, onderwijs, gedeeltelijk gezondheid (bijvoorbeeld de financiering van ziekenhuizen in het kanton), gedeeltelijk grond- en bouwrecht, politie (het grootste gedeelte van de politie is kantonnaal), notaris, kantonnale en gemeentelijke belastingen en nog meer.

## Gemeentebestuur
De gemeente regelt dat, wat niet uitdrukkelijk tot de verantwoordelijkheid van het kanton en de bond valt. De zelfstandigheid van de gemeente is voor velen heel belangrijk. De gemeente is verantwoordelijk voor de wegen, de waterverzorging, de bescherming van de bevolking en ook het onderwijs binnen de gemeentegrenzen. Het kanton int in opdracht van de gemeente belastingen voor de gemeente. Van de totale door in Zwitserland wonende personen betaalde belasting gaat meer dan 40% direct naar de gemeente. De inwoners van de gemeente beslissen zelf over de besteding van dit geld.

## Volksrechten
Het volk beschikt over een aantal rechten om invloed uit te oefenen op het bestuur van gemeente, kanton of bond.
- Kiesrecht, het recht om zich verkiesbaar te stellen (passief) of om mensen voor een openbare functie te kiezen (actief).
- Stemrecht, het recht om mede te beschikken over aangelegenheden, hoofdzakelijk in de gemeente, maar ook kantons en bondsaangelegenheden via een referendum.
- Initiatiefrecht. Wanneer meer dan 100.000 handtekeningen worden verzameld, kan een ontwerp voor een wet worden ingebracht, waarover in een referendum wordt beslist. Vaak halen deze voorstellen het niet. Een voorbeeld is het initiatief voor de "levenslange opsluiting van niet-behandelbare seksuele gewelddadige criminelen".
- Referendumrecht. Bij meer dan 50.000 handtekening kan over een besluit van het parlement een referendum worden gehouden en kan het besluit worden teruggedraaid.
- Petitierecht. Alle natuurlijke personen in Zwitserland kunnen een petitie aan de overheid richten. De overheid moet hiervan kennisnemen, maar in de praktijk worden ze ook behandeld en beantwoord.